# Korsberga socken, Småland
Korsberga socken i Småland ingick i Östra härad, ingår sedan 1971 i Vetlanda kommun i Jönköpings län och motsvarar från 2016 Korsberga distrikt.
Socknens areal är 122,02 kvadratkilometer, varav land 114,79. År 2000 fanns här 506 invånare. Tätorten Korsberga med sockenkyrkan Korsberga kyrka ligger i socknen. 

## Administrativ historik
Korsberga socken har medeltida ursprung.
Vid kommunreformen 1862 övergick socknens ansvar för de kyrkliga frågorna till Korsberga församling och för de borgerliga frågorna till Korsberga landskommun. Landskommunen utökades 1952 och uppgick sedan 1971 i Vetlanda kommun. Församlingen utökades 2006.
1 januari 2016 inrättades distriktet Korsberga, med samma omfattning som församlingen hade 1999/2000.  
Socknen har tillhört samma fögderier och domsagor som Östra härad. De indelta soldaterna tillhörde Kalmar regemente och Smålands grenadjärkår, Östra härads kompani.

## Geografi
Korsberga socken ligger kring Hjärtasjön söder om Vetlanda. Socknen består av höglänta och kuperade skogstrakter med mossar och småsjöar.

## Fornlämningar
Lösfynd från stenåldern samt gravrösen med hällkistor från bronsåldern finns här. Två offerkällor (jättegrytor) är kända vid Yxanshult.

## Namnet
Namnet (1300-talets början Carsbierg) taget från kyrkbyn, innehåller förleden kors med oklar syftning. Efterleden är berg. .

### Fotnoter
1. 1 2  Svensk Uppslagsbok andra upplagan 1947–1955: Korsberga socken
2. 1 2  Harlén, Hans; Harlén Eivy (2003). Sverige från A till Ö: geografisk-historisk uppslagsbok. Stockholm: Kommentus. Libris 9337075. ISBN 91-7345-139-8
3. ↑  ”Församlingar”. Statistiska centralbyrån. https://www.scb.se/hitta-statistik/regional-statistik-och-kartor/regionala-indelningar/forsamlingar/. Läst 30 december 2022.
4. ↑  Administrativ historik för Korsberga socken (Klicka på församlingsposten). Källa: Nationella arkivdatabasen, Riksarkivet.
5. ↑  Indelta soldater, torp och rotar i Jönköpings län Arkiverad 24 januari 2012 hämtat från the Wayback Machine. Jönköpingsbygdens Genealogiska Förening
6. 1 2  Sjögren, Otto (1931). Sverige geografisk beskrivning del 2 Östergötlands, Jönköpings, Kronobergs, Kalmar och Gotlands län. Stockholm: Wahlström & Widstrand. Libris 9939
7. 1 2  Nationalencyklopedin
8. ↑  Fornlämningar, Statens historiska museum: Korsberga socken, Småland
9. ↑  Fornminnesregistret, Riksantikvarieämbetet: Korsberga socken, Småland Fornminnen i socknen erhålls på kartan genom att skriva in sockennamn (utan "socken") i "Ange geografiskt område"
10. ↑  Mats Wahlberg, red (2003). Svenskt ortnamnslexikon. Uppsala: Institutet för språk och folkminnen. Libris 8998039. ISBN 91-7229-020-X. https://isof.diva-portal.org/smash/get/diva2:1175717/FULLTEXT02.pdf